# Titkos Államkonferencia
A Titkos Államkonferencia (németül: Geheime Staatskonferenz) jogilag (de jure) az uralkodó tanácsadó testülete, gyakorlatilag (de facto) az Osztrák Császárság tényleges hatalommal bíró kormánya volt 1836 és 1848 között, a Március előtti (Vormärz) vagy Metternich-korszaknak (Ära Metternich) nevezett időszakban.

## Története
I. Ferenc császár tudatában volt annak, hogy elsőszülött fia és jog szerinti örököse, Ferdinánd, nem rendelkezik az uralkodáshoz szükséges képességekkel. Emiatt végrendeletileg létrehozta – a korábbi uralkodói titkos tanácsok mintájára – a Titkos Államkonferenciát, melynek vezetését öccsére, Lajos főhercegre bízta. A testület tagja lett még fiatalabb gyermeke, a politikában, diplomáciában otthonosan mozgó Ferenc Károly főherceg, Metternich államkancellár, valamint Kolowrat-Liebsteinsky államminiszter is. Ferenc császár 1835. március 2-án hunyt el, a trónt Ferdinánd örökölte. A politikai vezetők azért támogatták Ferndinándot, mert őt könnyen tudták befolyásolni. A testület 1836. december 12-én tartotta meg alakuló ülését. Bár hivatalosan az uralkodó tanácsadó testülete volt – Ferdinánd a vérfertőzés és az epilepszia okozta testi és szellemi gyengeségét kihasználva – a Titkos Államkonferencia, elsősorban a konzervatív Metternich kancellár, aki a külügyekért és a hadseregért volt felelős, gyakorolta a valódi hatalmat. Metternich ellenpólusát, fő politikai ellenfele, a bel- és pénzügyekért felelős liberális miniszter, Kolowrat-Liebsteinsky képezte. 
1848. március 13-án a bécsi forradalom miatt Metternich kénytelen volt lemondani, ezzel feloszlott az Államkonferncia is, a hatalmat 1848 március 20-án – Kolowrat-Liebsteinsky miniszterelnök (ministerpräsident) vezetésével – megalakuló kormány és az Államtanács (Staatsrat) vette át. 1848. december 2-án Olmützben lemondatták Ferdinándot is, unokaöccse Ferenc József javára.

## Tagjai
- Habsburg–Lotaringiai Lajos főherceg, az Államkonferencia elnöke, I. Ferenc öccse
- Habsburg–Lotaringiai Ferenc Károly főherceg, V. Ferdinánd öccse
- Klemens Wenzel Lothar von Metternich herceg, államkancellár
- Franz Anton von Kolowrat-Liebsteinsky gróf, államminiszter

## Fordítás
- Ez a szócikk részben vagy egészben a Geheime Staatskonferenz című német Wikipédia-szócikk ezen változatának fordításán alapul.  Az eredeti cikk szerkesztőit annak laptörténete sorolja fel. Ez a jelzés csupán a megfogalmazás eredetét és a szerzői jogokat jelzi, nem szolgál a cikkben szereplő információk forrásmegjelöléseként.

## További hivatkozások
- Ernst C. Hellbling: Österreichische Verfassung- und Verwaltungsgeschichte (Osztrák alkotmány- és közigazgatástörténet).  1956.   328. o. = Rechts- und Staatswissenschaften (Jog- és politikatudomány),  13.